# Aulo Postumio Albino Regillense (tribuno consolare 397 a.C.)
Aulo Postumio Albino Regillense (fl. IV secolo a.C.) è stato un politico e militare romano.

## Tribunato consolare
Nel 397 a.C. fu eletto tribuno consolare con Lucio Furio Medullino, Lucio Giulio Iullo, Lucio Sergio Fidenate, Publio Cornelio Maluginense e Aulo Manlio Vulsone Capitolino.
Anche per quell'anno i romani continuarono l'assedio di Veio, dovendo in più sopportare l'attacco dei Volsci alla guarnigione attestata ad Anxur, e quello degli Equi alla colonia di Labico.
In questo già difficile contesto si inserirono le razzie dei tarquiniesi, che pensavano di poter sfruttare la difficile situazione in cui versava Roma, senza doverne subire le rappresaglie, che invece furono organizzate da Aulo Postumio e Lucio Giulio, che sorpresero i razziatori a Cere, riuscendo così a riportare a Roma quanto sottratto dagli etruschi.
Gli ambasciatori inviati ad interrogare l'oracolo di Delfi, tornarono con il responso richiesto:
(Tito Livio, "Ab Urbe Condita", V, 2, 16.)
Il rimedio per ripristinare i riti negletti, comportò la rinuncia dei tribuni alla carica per il resto del mandato, cui seguirono tre interregni, prima dell'elezione dei nuovi tribuni consolari.